# Dakelh
Die Dakelh (abgel. von Eigenbezeichnung als Dakelh-ne - „Volk, das über Wasser reist“, in älteren Quellen oftmals Taculli bezeichnet) sind eine der Stammesgruppen von heute 13 First Nations (in Kanada auch Bands genannt) im Norden der kanadischen Provinz British Columbia, in der ethnografischen Literatur wurden sie historisch meist als Carrier („Träger“) bezeichnet. Sie sprechen/sprachen verschiedene Dialekte des Carrier (Dakeł) (auch: Central/Southern Carrier genannt), einer zum Central British Columbia-Zweig zählenden Nord-Athapaskischen Sprache. Nördliche Dakelh-Bands bezeichneten sich hingegen als Yinkadinee oder Yinka Déné („Menschen der Welt“). Heute bezeichnen sich die First Nations zumeist offiziell als „Dakelh“.
In der Fachliteratur werden zumeist auch die nördlich und westlich lebenden sieben First Nations der Babine (Nadot'en) („Nördliche Carrier“) und Wet'suwet'en („Volk vom Wet'sinkwha/Wa Dzun Kwuh, d. h. Bulkley River“; „Westliche Carrier“) den „Dakelh/Carrier“ zugerechnet; diese sprechen/sprachen zwar die eng verwandte Sprache Babine-Witsuwit'en (Nadot'en-Wets'uwet'en) (auch: Northern Carrier / Western Carrier genannt) identifizieren sich jedoch nicht als „Dakelh/Carrier“ sondern als zwar sprachlich-kulturell eng verwandte, jedoch eigenständige Ethnien und bezeichnen sich als Yinka Whut'en („Menschen der Welt“).
Die beiden sprachlich verwandten Stammesgruppen zählen laut Department of Indian Affairs and Northern Development (Stand: März 2013) ca. 8100 Dakelh (12 First Nations, vormals 13 First Nations), ca. 3200 Babine (2 First Nations) sowie 3200 Wet'suwet'en (5 First Nations).

## Namensherkunft
Die englische Bezeichnung Carrier ist die Übersetzung der Bezeichnung für Dakelh-Gruppen, durch die benachbarten Sekani. Diese nannten sie Aghelhne oder aɣelne- ‘Jene, die etwas tragen’ oder ‘die Träger’. Dies rührt daher, dass die Dakelh-Witwen die Asche ihrer verstorbenen Männer drei Jahre lang in einem Tragesack umhertrugen. Da die ersten Europäer östlich der Dakelh zunächst auf die Sekani stießen, deren Sprache, wie die der Dakelh, Babine und Chilcotin ebenfalls zur Athapaskischen Sprachfamilie gehört, übernahmen sie deren Bezeichnung für die Dakelh. Seit 1793 mit Alexander MacKenzie ist die englische Übersetzung Carrier zuerst für die mittleren und südlichen Gruppen der Dakelh gebräuchlich, schließlich wurden Ende des 19. Jahrhunderts alle Gruppen als Carrier bezeichnet. So ist es diesem historischen Zufall zu verdanken, dass die Dakelh nicht als Yu'nahena bekannt wurden, dem Namen der Secwepemc im Süden für ihre nördlichen Nachbarn. Wären die europäischen Händler und Trapper von Westen ins Territorium der Dakelh vorgedrungen, wären diese heute höchstwahrscheinlich als Akwilget bekannt, der Bezeichnung für eine mittlere Stammesuntergruppe, den Witsuwit'en (oder Wet'suwet'en), durch die Gitksan.

## Geschichte

### Stammesgebiete
Das traditionelle Gebiet der zwei Stammesgruppen erstreckt sich nördlich des Chilcotin River entlang des Fraser River, des Quesnel River, des West Road (Blackwater) River nordwestlich beiderseits des Nechako Rivers bis zum Mittellauf des Bulkley River und entlang des Stuart und Tachie River sowie entlang folgender Seen, die oftmals durch Flüsse untereinander verbunden waren, am Fraser, Quesnel, Stuart, Trembleur, Takla, Babine, François, Kluskus, Cheslatta Lake sowie am heutigen Stausee Nechako Reservoir im Regional District of Bulkley-Nechako. Dabei bilden die Rocky Mountains die Ostgrenze ihres Gebiets, jedoch sind sie mit dem Vorgebirge und den angrenzenden Nordwestlichen Plains nicht sehr vertraut, da seit Ende des 18. Jahrhunderts bis ca. 1850 gut bewaffnete und mächtige Woods und Plains Cree nach Westen vordrangen und die dort siedelnden Athapasken entweder in die Berge verdrängten (siehe Sekani) oder stark dezimierten (siehe Daneẕaa (Dunneza)). Im Nordwesten begrenzten die Coast Mountains ihre traditionellen Gebiete. Im Süden teilten sich viele Ulkatchot’en der Dakelh (heute: Ulkatcho First Nation) den Norden des Chilcotin District (Chilcotin Plateau) oftmals mit benachbarten Tsilhqot'in (Chilcotin) sowie Gebiete der Coast Mountains mit den Nuxalk (Nuxalkmc oder Bella Coola); sie übernahmen auch teilweise deren Sprachen.
Teile der Coast Mountains und Hazelton Mountains sowie das Gebiet entlang des Bulkley River, Broman Lake und François Lake gehörten zum Stammesgebiet der Wet'suwet'en (Wit'suwit'en). Sie bezeichneten sich selbst nach ihrem wichtigsten Fluss als Wet'suwet'en, was in ihrer Sprache so viel bedeutet wie „Volk vom Wa Dzun Kwuh-Fluss“, d. h. vom Bulkley River.
Zum Stammesgebiet der Babine (Nadot’en) zählte die Gegend entlang des Babine River, Babine Lake, Trembleur Lake und Takla Lake.
Die Wet'suwet'en und Babine wurden oftmals fälschlich als Westliche oder Nördliche Carrier bezeichnet; jedoch betrachten sich diese als eine sowohl sprachlich als auch kulturell separate Stammesgruppe und nicht als Teil der Dakelh (Carrier).

### Kultur
Wie zahlreiche Stämme dieses Kulturareals, so basierte der Jahreslauf auf einem Wanderzyklus, bei dem im Sommer Jagd und Beerensammeln die Hauptbeschäftigungen zum Lebenserhalt darstellten. Der Lachs bildete dabei zugleich den wichtigsten Wintervorrat, aber auch Wild, wie Elch oder Karibu, Biber und Schwarzbär spielten eine gewisse Rolle.
Wie die Küsten-Salish, so partizipierten die Dakelh an einem umfangreichen Handel, dem die Grease trails dienten. Auf diesen Wegen wurden zwar auch getrocknetes Fleisch und Beeren  transportiert, aber das Haupthandelsmittel war das butterartige Öl des Kerzenfischs (Eulachon). Daneben wurde  getrocknetes Seegras und getrockneter Kerzenfisch gehandelt. Diese „Fettpfade“ waren für Entdecker, die nicht die Flüsse benutzen konnten, die einzige Möglichkeit voranzukommen, wie der Weg Alexander MacKenzies zeigt. Ähnlich wichtig wie dieser Pfad waren der Cheslatta Trail und der Nyan Wheti. Ersterer führte von Behlk'achele und Sdughachola, zwei Dakelh-Dorfern am Cheslatta Lake nach Nadleh am Fraser Lake, letzterer setzte diesen Pfad zum Stuart Lake fort.

## Sprachen
Die allgemein historisch fälschlich als Carrier oder heute vermehrt als Dakelh bezeichneten Stammesgruppen sprechen zwei eng verwandte Sprachen: das eigentl. Carrier (Dakeł) (auch Central Carrier und Southern Carrier genannt) wird heute von 13 First Nations der Dakelh oder eigentl. Carrier gesprochen; das Babine-Witsuwit'en (Nadot'en-Wets'uwet'en) (auch Bulkley Valley/Lakes District Language oder Northern Carrier sowie Western Carrier genannt) wird heute von 7 First Nations gesprochen, wobei der Babine (Nadot'en)-Dialekt wird (wurde) von den Babine und der Witsuwit'en (Wets'uwet'en)-Dialekt wird (wurde) von den Wet'suwet'en gesprochen.

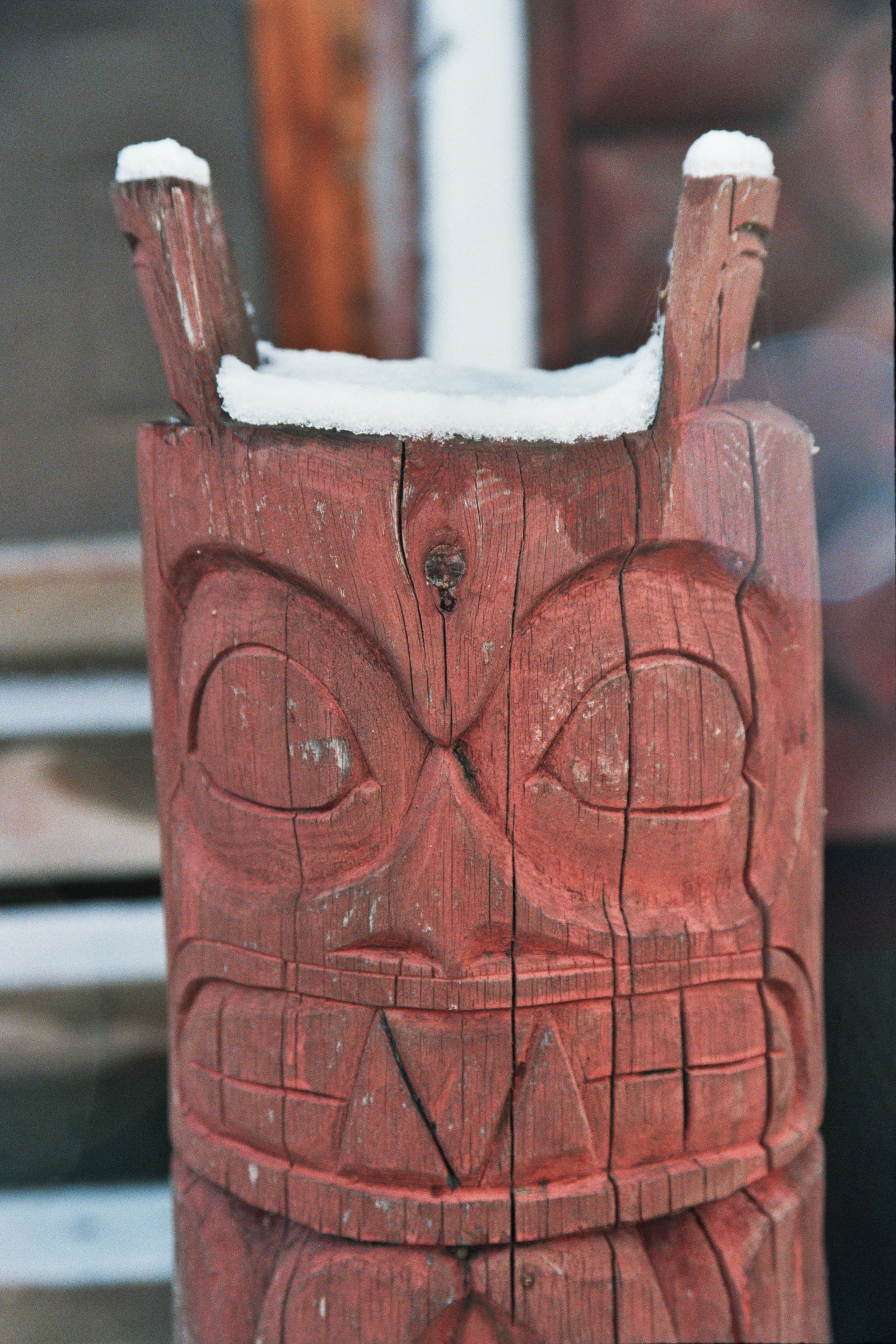
Kleiner Totempfahl vor einem Saik'uz-Haus

Neueste Erkenntnisse unterteilen das eigentliche Carrier in zwei große Dialektgruppen:
- Nak'albun/Dzinghubun oder Stuart-Trembleur Lake-Dialektgruppe
  - Tl’azt’en Nation (früher auch Stuart Trembleur Indian Band)
  - Nak'azdli Band (früher auch Nak'azdli Whut'en, Necoslie, Necausley)
  - Yekooche First Nation (früher auch Portage Reserve Indian Band, viele verstehen und sprechen den Lake Babine-Dialekt von Babine-Witsuwit'en)
  - Binche Whut'en
- Südliche Dialektgruppe
  - Fraser-Nechako-Lakes
    - Cheslatta Carrier Nation (viele verstehen und manche sprechen Witsuwit'en, da sie enge Kontakte zu den Nee-Tahi-Buhn und Skin-Tayi unterhielten)
    - Stellat’en First Nation
    - Nadleh Whut'en First Nation (früher auch Fraser Lake Indian Band)
    - Saik'uz First Nation (früher auch Stoney Creek)
    - Lheidli T'enneh First Nation

  - Blackwater
    - Ulkatcho First Nation (früher auch Ulkatchos, Ulkatcho people, viele sprechen zudem Chilcotin, die Älteren sprechen sogar Nuxálk (Bella Coola), eine Salish-Sprache)
    - Lhoosk'uz Dene Nation (früher auch Kluskus Indian Band)
    - Nazko Indian Band
    - Lhtakoh Indian Band (früher auch Red Bluff First Nation)

Das Babine-Witsuwit'en unterteilt sich wiederum in zwei Dialektgruppen, das eigentliche Babine (auch Nadot'en, Nedut'en und Nat'oot'en) und das Witsuwit'en (auch Wetsuwet'en, Wets'uwet'en, and Wet'suwet'en):
Babine-Dialektgruppe
- Lake Babine Nation (auch Nat'oot'en Nation genannt)[4]
- Takla Lake First Nation (früher auch North Takla Lake Indian Band, Fort Connolly Indian Band, Sustutenne, bis vor kurzem sprachen viele noch Sekani, manche Takla vom Bear Lake sprechen sogar Gitxsanimaax, eine Tsimshian-Sprache, einige sprechen zudem den Nak'albun (Stuart-Trembleur Lake)-Dialekt des Carrier)

Witsuwit'en-Dialekgruppe
- Moricetown Band
- Hagwilget Village First Nation (auch Hagwilget Village Council, früher auch Tse-kya)
- Wet'suwet'en First Nation (früher auch Broman Lake Indian Band)
- Skin Tyee First Nation (auch Skin Tyee Indian Band)
- Nee-Tahi-Buhn Band (früher auch Francois Lake Tribe)

Die Ts'il Kaz Koh First Nation (früher auch Burns Lake Indian Band) sprechen eine Mischform aus dem Babine und dem Witsuwit'en-Dialekt der Babine-Witsuwit'en-Sprache, jedoch scheinen sie ursprünglich eine Variante der Südlichen Dialektgruppe des Carrier gesprochen zu haben, ähnlich dem der heutigen Stellat’en First Nation.

## Heutige First Nations

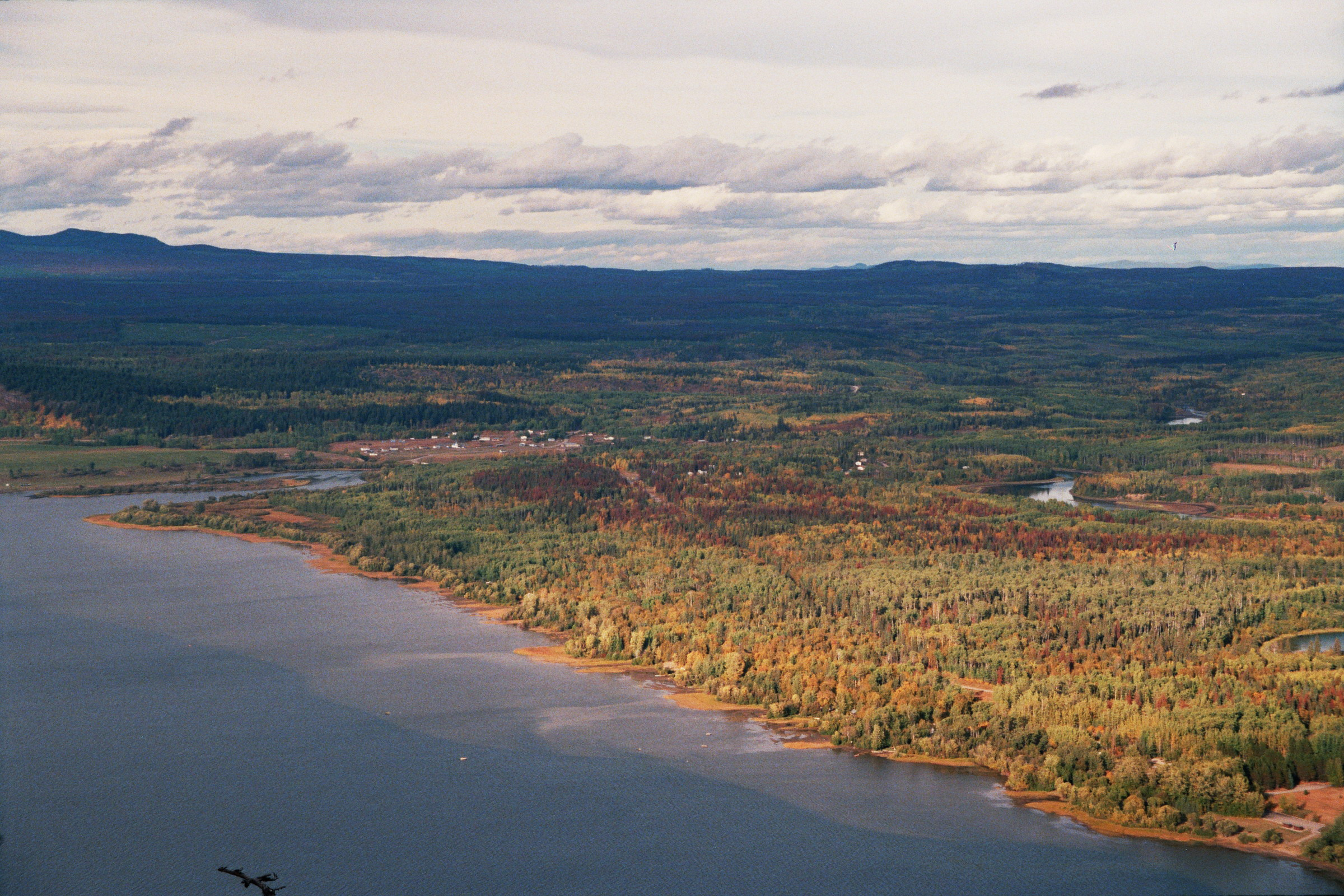
Nadleh Whut'en First Nation und Fraser Lake, gesehen vom Mount Fraser

Nur elf der heutigen Dakelh (eigentl. Carrier) sowie der Babine und Wet'suwet'en First Nations (oder Indian Bands) gehören einem der beiden Stammesräte oder Tribal Councils an.

### First Nations der Dakelh
Carrier Sekani Tribal Council
- Ts'il Kaz Koh First Nation (nannten den Burns Lake Tselhk'azbunk'ut - „hone lake“, daher früher auch als Burns Lake Indian Band bezeichnet, ihr traditionelles Stammesgebiet umfasste das Einzugsgebiet des Nda Koh (Endako River),[7] sprechen eine Mischform aus dem Babine und dem Witsuwit'en-Dialekt der Babine-Witsuwit'en-Sprache, jedoch scheinen sie ursprünglich eine Variante der Südlichen Dialektgruppe des Carrier gesprochen zu haben, sind daher sprachlich sowie geographisch den Babine-Wet'suwet'en zuzuordnen, identifizieren sich jedoch als Dakelh, Verwaltungssitz und Hauptort befindet sich innerhalb der Gemeinde Burns Lake zwischen den Bulkley und Nechako Flussgebieten, ca. 220 km westlich von Prince George, B.C., Reservate: Burns Lake #18, Poison Creek #17, #17A, Sheraton Creek #19, ca. 1,846 km², Population: 130)
- Nadleh Whut'en First Nation[8] ('Volk am Platz/entlang des Baches, wo der Lachs wiederkehrt, d. h. entlang des Nautley River', bis 1990 Fraser Lake Indian Band genannt, ihr traditionelles Stammesgebiet umfasste die Gebiete der heutigen Städte Fort Fraser, Fraser Lake, Endako und Vanderhoof, bevölkerungsreichstes Reservat ist Nautley (Fort Fraser) #1, der Verwaltungssitz befindet sich in der Hauptsiedlung Nadleh am Ufer des Nadlehkoh (Nautley (Nadleh) River), zwischen Nadleh Bun (Fraser Lake) und dem Nechako River, nahe dem Fort Fraser, andere leben in der Gemeinde Lejac, am Südufer des Fraser Lake, Reservate: Canyon Lake (Ormond Lake)#7, Fondeur #9, Fraser Lake #2, Nautley (Fort Fraser) #1, Ormonde Creek #8, Seaspunkut #4, Yensischuck #3, Population: 514)
- Nak'azdli Band[9] (Nak'azdli - ‘als die Pfeile flogen’ oder ‘da, wo der Nakazdli (Stuart River) beginnt’,[10] früher auch Necoslie, Necausley, Verwaltungssitz und Hauptsiedlung der Nak'azdli Whut'en befindet sich im gleichnamigen bevölkerungsreichsten Reservat Nak'azdli (Necoslie I.R. No. 1) am Ufer des Nakal Bun (Stuart Lake) nahe Fort St. James, 60 km von Vanderhoof oder 153 km von Prince George, British Columbia, entfernt, Reservate: Beaver Islands #8, Carrier Lake #15, Great Bear Lake #16, Inzana Lake #12, Mission Lands #17, Nak'azdli (Necoslie #1), Nehounlee Lake (Six Mile Lake) #13, Six Mile Meadow #6, Sowchea #3, #3A, Stuart Lake (Dunah Island) #10, Stuart Lake (Hungry Island) #9, Tatsadah Lake #14, Tatselawas (Stuart River) #2, Uzta (Nahounli Creek) #4, #7A, Williams Prairie Meadow #1A, ca. 14,58 km², Population: 1.597)
- Saik'uz First Nation[11] (‘on the sand’, früher auch Stoney Creek,[12] die Hauptsiedlung befindet sich Reservat Stony Creek #1, ca. 9 km südöstlich von Vanderhoof sowie 95 km westlich von Prince George, British Columbia, Reservate: Clustalach #5, Corkscrew Creek #9, #10, Laketown #3, Noonla #6, Old Country Meadow #4, Sackanitecla #2, Sinkut Lake #8, Stony Creek #1, Tatuk Lake #7, ca. 33 km², Population: 936)
- Stellat'en First Nation[13](der Verwaltungssitz Stellako und zugleich größter Ort der Stellat’en (‘Volk von Stella’) befindet sich im Reservat Stellaquo (Stella)#1 westlich des Nadleh Bun (Fraser Lake) nahe Fort Fraser, ca. 157 km westlich von Prince George, B.C., ihr Stammesgebiet umfasste die fruchtbaren Gebiete zwischen Fraser Lake und Vanderhoof, Reservate: Binta Lake #2 (am Ostufer des Binta Lake), Stellaquo (Stella)#1 (am Zusammenfluss von Stellaquo und Nda Koh (Endako River)), ca. 8,34 km², Population: 507)
- Tl'azt'en Nation[14] (‘people by the edge of the bay’, bis 1988 als Stuart Trembleur Indian Band bezeichnet, befindet sich entlang des Nordufers des Stuart Lakes im nördlichen British Columbia, neben den zwei Hauptsiedlungen Tache (in Englisch: Tachie), ca. 65 km nordwestlich und Binche (in Englisch: Pinchie), ca. 25 km nordwestlich von Fort St. James, gibt es noch weitere kleine Siedlungen: Middle River (in Carrier: Dzitl’ainli) am Trembleur Lake und Grand Rapids (in Carrier: K’uzche) entlang des Tachie River zwischen Stuart Lake und Trembleur Lake, Verwaltungssitz ist Tache, das Dorf Portage (in Carrier Yekooche) spaltete sich 1994 ab und gehört heute zur Yekooche First Nation, Reservate: Bihlk'a #6, #18, #20, Binche #2, #10, #12, Binche Bun #7, Camsell Lake #30, Carsoosat #17, Chundoo Lh'tan La #45, Chuz Ghun #8, Chuz Teeslee #41, Dlah Koh #31, Dzin Tl'at #46, Dzitline Lee #9, Ihch'az Uz Ta Tsoh #44, Jus K'ay Tl'oh #32, K'ay Noo #47, Keom Cho #38, Kuz Che #5, La Tse Cho Diz I #33, Lhoh Cho #29, Metso A Choot #23, Nak'a Lat #39, Natazutloch #25, Noo Kat #42, North Road #19, O K'ay Wha Cho #26, Shas Dzuhl Koh #35, Sisul Tl'o K'ut #14, #21, Skooby Island #48, Tache #1, Ta Duhl' #36, Tanizul #43, Teeslee #15, Teh Noo'N Che #49, Tes Gha La #7A, Tl'O Ba #22, Tsay Cho #4, Tsaz Chech #27, #28, Tsaz Cheh Koh #24, Tse Bay Ha Tine A #34, Tsun Tine Ah #37, Wha T'a Noo #40, Population: 1.710)

Carrier Chilcotin Tribal Council
- Lhoosk'uz Dene Nation[16] (Lhoosk'uz - „half a whitefish“, früher auch Kluskus Indian Band, Reservate: Bishop Bluffs #10, #5, #6, Chief Morris #13, Cluchuta Lake #10A, #10B, Kloyadingli #2, Kluskus #1, #14, Kushya Creek #12, #7, Sundayman's Meadow #3, Tatelkus Lake #28, Tsachla Lake #8, Tzetzi Lake #11, Upper Kluskus Lake #9, Yaladelassla #4, ca. 16,48 km², Population: 210)
- Lhtakoh Indian Band (Lhtakoh - „rivers within one another“,[17] ist die Dakelh-Bezeichnung für den Fraser River, früher auch Red Bluff First Nation, die Reservate der First Nation befinden sich im nördlichen Fraser Canyon, der Verwaltungssitz nahe Quesnel, BC, Reservate: Dragon Lake #3, Quesnel #1, Rich Bar #4, Since-Tah-Lah #2, ca. 6,82 km², Population: 167)
- Ulkatcho First Nation[18] (Eigenbez.: Ulkatchot’en, daher früher auch Ulkatcho Indian Band, Ulkatchos, Ulkatcho people, lebten ursprünglich im Chilcotin District, der Name leitet sich vom heute nicht mehr bewohnten Dorf Ulhk'acho am Gatcho Lake her, und bedeutet etwa: „großer und reichhaltiger Ort“, d. h. ein Ort mit reichhaltig Fisch, Wild und Pflanzen. Sie heirateten oft Stammesmitglieder der nicht verwandten benachbarten Tsilhqot'in (Chilcotin) und Nuxalk (Bella Coola), mit letzteren teilten sie sich Stammesgebiete in den Coast Mountains, viele bekannte Ulkatcho-Familiennamen wie Cahoose, Capoose, Sill, Squinas und Stilas leiten sich aus dem Nuxalk ab. Verwaltungssitz ist die Gemeinde Anahim Lake, British Columbia, Reservate: Abuntlet Lake #4, Andy Cahoose Meadow #16, Betty Creek #18, Blackwater Meadow #11, Cahoose #10, #12, #8, Casimiel Meadows #15A, Fishtrap #19, Louis Squinas Ranch #14, Salmon River Meadow #7, Squinas #2, Thomas Squinas Ranch #2A, Tilgatko #17, Towdystan Lake #3, Ulkatcho #1, #13, #14A, #5, #6, Willow Meadow #9, ca. 32,46 km², Population: 1.016)[19]

Independent First Nations
Diese First Nations gehören keinem Tribal Council (Stammesrat) an, sind offiziell unabhängig und verhandeln daher mit der Provinzregierung von British Columbia sowie der kanadischen Regierung selbstständig.
- Cheslatta Carrier Nation (die First Nation befindet sich am Südufer des François Lake (Nidabun - „Lippe-See“ genannt), 23 km südlich vom Verwaltungssitz Burns Lake, BC, lebten und handelten entlang des nach ihnen benannten Cheslatta Trails (Tset'ladak t'seti genannt), einem der sog. Grease trails („Fettpfade“), mit den benachbarten First Nations - bis zur Nadleh Whut'en First Nation, Reservate: Alexis Thomas #1A, Baptiste Louis #8, Cheslatta #1, Holy Cross Lake #3, Knapp Lake #6, Leon #14, Murray Lake #4, Targe Creek #15, ca. 14,02 km², Population: 342)
- Lheidli T'enneh Band[20] (früher auch Fort George Indian Band, auch bekannt als Lheidli T'enneh First Nation, Eigenbez.: „das Volk am Zusammenfluss der Flüsse“ (abgel. von Lheidli - „da, wo zwei Flüsse zusammenfließen“ und T'enneh - „Volk“), ursprünglich umfasste ihr Stammesgebiet ca. 43.000 km² entlang des Fraser River und entlang des Nechako Rivers bis zu dessen Mündung in den Fraser, leben heute in vier Reservaten in der Nähe der Stadt Prince George, British Columbia, die Hauptsiedlung befindet sich ca. 16 km nordöstlich des Verwaltungssitzes Prince George im Fort George (Shelley) I.R.#2, das durch den Fraser River in zwei Gebiete, North Shelley und South Shelley, unterteilt wird, Reservate: Clesbaoneecheck #3, Fort George #2, Fort George Cemetery #1A, Salaquo #4, ca. 6,77 km², Population: 385)
- Nazko First Nation (auch Nazko Indian Band, der Verwaltungs- und Hauptort ist ca. 120 km westlich von Quesnel am Nazko River (Nazko - ‘Fluß, der nach Süden fließt’), Reservate: Baezaeko River #25, #26, #27, Coglistiko River #29, Deep Creek #5, Euchinico Creek #17, #18, #19, Fishpot Lake #24, Lower Fishpot Lake #24A, Michelle Creek #22, #23, Nahlquonate #2, Nazco #20, #21, Nazco Cemetery #20A, Redwater Creek #30, Trout Lake Alec #16, Trout Lake Jonny #15, ca. 18,51 km², Population: 367)
- Yekooche First Nation[21] (früher auch Portage Reserve Indian Band, Eigenbez.: Yekoochet'en - „Volk von Yekooche, dem heutigen Dorf Portage“, der Name Ye Koo Che leitet sich von Ye Koo (auch Yeko Bun  - Cunningham Lake) sowie Che (bezieht sich auf das Ende des Nankut Creek) her, lebten ursprünglich im Gebiet rund um Stuart Lake (Nak'albun genannt), entlang des Stuart River, des Skeena River und des Fraser River, spalteten sich 1994 von der Tl'azt'en Nation ab und sind heute eine eigenständige First Nation, die heutigen vier Reservate befinden sich ca. 85 km nordwestlich von Fort St James, B.C., das bevölkerungsreichste Reservat I.R.#3 (Yekooche) liegt am nordwestlichen Ufer des Stuart Lake, Reservate: Nan Tl'At #13, Ucausley #16, Ye Koo Che #3, Ye Koos Lee #11, ca. 3,79 km², Population: 218)
- Binche Whut'en[22] (spalteten sich 2019 von der Tl'azt'en Nation ab und sind heute eine eigenständige First Nation, Reservate: Bihl'K'A #18, Binche #10, Binche #12, Binche #2, Binche #7, Chundoo Lh'tah La #45, Chuz Ghun #8, Lhoh cho #29, Ok'ay Wha cho #26, Tes Gha la #7A, Population: 215)

Tsilhqot'in National Government
- ?Esdilagh First Nation (früher Alexandria Indian Band, Esdilagh, das bevölkerungsreichste Reservat Alexandria #3 liegt am rechten Ufer des Fraser River, 7 km südlich der Stadt Alexandria, die 14 Reservate der First Nation befinden sich rund um Alexandria zwischen dem Williams Lake und dem Verwaltungssitz Quesnel, BC, sie werden oft als Carrier bezeichnet, ursprünglich gehörten sie sprachlich sowie ethnisch zwar den Dakelh an, jedoch heirateten sie oft benachbarte Tsilhqot'in (Chilcotin), so dass sie sich heute als Tsilhqot'in identifizieren, wobei die meisten ihre Dakelh-Abstammung nicht verleugnen, Reservate: Alexandria #1, #10, #11, #12, #1A, #3, #3A, Big Joe's Meadow #7, Freddie's Meadow #8, Hay Ranch #2, Lorin Meadow #9, McKay Meadow #4, Necausley Creek #6, Webster Creek #5, ca. 13,04 km², Population: 192)

### First Nations der Babine
Carrier Sekani Tribal Council
- Takla Lake First Nation[24] (früher auch North Takla Lake Indian Band, Fort Connolly Indian Band, Sustutenne, ist ein Zusammenschluss der North Takla Band und der Fort Connelly Band im Jahr 1959. Die Hauptsiedlung ist Takla Landing in den Reservaten North Takla Lake #7 und #7A, ca. 320 km nördlich von Prince George, am linken Ufer des Tatl'ah Bun (Takla Lake), heute sprechen die Stammesmitglieder meist Canadian English und den Babine-Dialekt des Babine-Witsuwit'en, bis vor kurzem sprachen viele noch Sekani, und manche Gitxsanimaax, einige sprechen zudem den Nak'albun/Dzinghubun oder (Stuart Lake-Trembleur Lake)-Dialekt des Carrier, heute identifizieren sie sich als Carrier, Reservate: Driftwood River #1, Bear Lake (Upper Driftwood River) #1A, Bear Lake (Tsaytut Bay) #1B, Bear Lake (Tsaytut Island) #1C, Bear Lake (Kotsine) #2, Bear Lake (Sustut River) #3, Bear River (Fort Connelly) #4, Tsupmeet (Patcha Creek) #5, Klewaduska (Cataract) #6, North Takla Lake #7, North Takla Lake #7A, North Takla Lake (West Landing) #8, Takla Lake (Ferry Landing) #9, North Takla Lake (Bates Creek) #10, Cheztainya Lake #11, North Takla Lake #11A, North Takla Lake #12, Population: 728)

Independent First Nations
- Lake Babine Nation[25] (vgl. Babine; auch Nat'oot'en Nation genannt, ist heute die drittgrößte First Nation in British Columbia, der Verwaltungssitz Woyenne (mit ca. 940 Bewohnern) im bevölkerungsreichsten Reservat Woyenne #27 liegt ca. 230 km westlich von Prince George, B.C., die First Nation hat 27 Reservate sowie drei dauerhaft bewohnte Siedlungen: Fort Babine (Wit'at, Wit'ane Keh - „place of making dry fish“, Nordufer des Babine Lake, ca. 100 km nördlich von Smithers, ca. 200 Bewohner), Tachie (auch Tachet, nahe Topley Landing an der Mündung des Fulton River in den Babine Lake, ca. 200 Bewohner), Woyenne (innerhalb des Gebiets der Gemeinde von Burns Lake, B.C., mehr als 2.200 Bewohner) sowie zwei nur saisonal bewohnte Siedlungen: Old Fort (Nedo’ats, 32 km nordöstlich von Granisle am Babine Lake, ca. 15 Familien für 10 Monate) und Donald's Landing (einst als Sommer-Siedlung am Südufer des Lake Babine für die Donald's Landing (Pinkut Nation) errichtet, 32 km nordöstlich der Gemeinde Burns Lake, 12 Familien für 9 Monate), ursprünglich waren dies zwei eigenständige Bands (Gruppen) - die Old Fort Band und die Fort Babine Band, die in ca. 12 dauerhaften Siedlungen am Babine Lake wohnten, im Juni 1957 formte das Department of Indian Affairs hieraus die heutige Lake Babine Nation, Reservate: Clotalairquot #4 (nahe Nilkitkwa Lake), No-Cut #5 (nahe der Mündung des Babine River sowie des Nilkitkwa Lake), Babine #6 (am Babine River), Babine #16 (am Babine River und Tsezakwa Creek), Alphonse Tommy #7 (am Babine Lake), Casdeded #8, (am Babine Lake), Tsak #9 (am Babine Lake - bekannt als Sunnyside), Ne-Tsaw-Greece #10 (am Babine Lake - bekannt als Halifax), Tadinlay #15 (am Babine Lake - bekannt als Smithers Landing), Nedoats - Old Fort #11 (am Babine Lake), Old Fort - Michell Pierre # 12 (gegenüber von IR # 13), Nedoats #13 (neben IR #11), Chanoodandidalch #14 (am Babine Lake), Babine Lake #20 (neben IR #14), Babine River #21 (am Nilkitkwa Lake gegenüber von IR #21A), Babine River #21A (am Nilkitkwa Lake gegenüber von IR #21), Babine Lake - Donalds Landing #21B (am Babine Lake), Augier #22 (am Augier Lake und nahe Pinkut Creek), Pinkut #23 (nahe dem Provincial Park und am Pinkut Lake), Tahlo #24 (entlang des Tahlo Creek), Babine - Tachet #25 (am Babine Lake, zwischen Michell Bay und Topley Landing, entlang des Fulton River), Babine #26 (nahe Hawthorn Bay), Woyenne #27 (im Burns Lake-Gebiet), Chapel Park - Lake Babine Nation Cemetery # 28, Woyenne New Expansion (obere Hälfte des Woyenne #27, offiziell jedoch noch kein Reservat), Taltapin Lake (noch keine offizielle Reservatsbezeichnung), Pendleton Bay (war ein Reservat, wurde jedoch in einen Provincial Park umgewandelt), ca. 30,93 km², Population: 2.389)

### First Nations der Wet'suwet'en
Office of the Hereditary Chiefs of the Wet'suwet'en
Da die traditionelle Regierung der Wet'suwet'en (auch Hwotsotenne, Witsuwit'en, Wetsuwet'en, Wets'uwet'en) jedoch 13 erbliche Häuptlinge umfasst, organisierten sich die fünf Wet'suwet'en First Nations im Office of the Hereditary Chiefs of the Wet'suwet'en (oder als Office of the Wet'suwet'en in der BC-Regierungs-Terminologie, die übrigens nie die erblichen Rechte der Häuptlinge anerkannte), das nun diese politisch gegenüber der Provinz British Columbia sowie der kanadischen Regierung vertritt und im Verhandlungsprozess für einen eventuellen offiziellen Vertrag mit der Regierung von British Columbia beteiligt ist. Jedoch handelt es sich hierbei um kein Tribal Council.
- Hagwilget Village First Nation[27] (engl. Aussprache: ‘hag-will-git’, Hagwilgyet - ‘Platz des freundlichen oder stillen Volkes’ ist der Gitxsanimaax-Name des ursprünglich als Tse-kya - ‘Basis des Felsens’ bezeichneten Dorfes, das im östlichen Bulkley Valley nahe Hazelton im zentralen British Columbia ca. 325 km landeinwärts von der Küste gelegen ist, Reservate: Bulkley #1, Hagwilget #1, ca. 1,6 km², Population: 755)[28]
- Moricetown Band[29] (auch Moricetown Indian Band, benannt nach dem heutigen Moricetown, früher bekannt als Kyah Wiget oder Old Town, bei den Fällen des Bulkley Rivers, vormals befand sich hier das Hauptdorf der fälschlicherweise als Bulkley River Carriers bezeichneten Wet'suwet'en, 30 km westlich von Smithers und 32 km östlich von New Hazelton, BC, Reservate: Babine #17, #18, Bulkley River #19, Coryatsaqua (Moricetown) #2, Jean Baptiste #28, Moricetown #1, Oschawwinna #3, ca. 14 km², Population: 1.962)
- Nee-Tahi-Buhn Band (engl. Aussprache: ‘knee-tie-boon’, mit Nee-Tahi-Buhn - ‘es fließt an einem Ende rein und am anderen raus’ wurde der François Lake bezeichnet, daher wurden sie früher als François Lake Tribe bezeichnet, 1960 schlossen sich die Decker Lake, François Lake, Maxim Lake und Skin Tyee Bands zur Omineca Band zusammen, jedoch spaltete sich diese 1984 in die Nee-Tahi-Buhn Band und Wet'suwet'en First Nation, im Jahr 2000 spaltete sich die Skin Tyee Indian Band von der Nee Tahi Buhn Band ab, bevölkerungsreichstes Reservat ist Uncha Lake #13A, Reservate: Eastern Island #13, François Lake #7, Isaac (Gale Lake) #8, Omineca #1, Uncha Lake #13A, ca. 3,2 km², Population: 141)
- Skin Tyee First Nation (engl. Aussprache: ‘skin tye-ee’, auch Skin Tyee Indian Band, nahe dem François Lake im Omineca Country westlich der Stadt Prince George, ursprünglich Teil der Nee-Tahi-Buhn Band, spalteten sie sich 2000 von diesen ab und sind seither eine eigenständige Frist Nation, bevölkerungsreichstes Reservat ist Skins Lake #16A, Reservate: Skins Lake #15, #16A, #16B, Tatla't East #2, Uncha Lake #13A, Western Island #14, ca. 4 km², Population: 167)
- Wet'suwet'en First Nation (früher auch Broman Lake Indian Band oder Broman Lake Band, befindet sich außerhalb von Burns Lake, dem Verwaltungssitz, in der Mitte British Columbias, die Hauptsiedlung ist Palling I.R. No. 1., die Wet’suwet’en First Nation war vormals Mitglied der Omineca Band, jedoch spaltete sich diese 1984 in die heutige First Nation sowie in die Nee-Tahi-Buhn Band, im Jahr 2000 spaltete sich nochmals die heutige Skin Tyee First Nation von der Nee-Tahi-Buhn Band ab, Reservate: Duncan Lake #2, Felix George #7, Foxy Creek #6, Gaichbin #8, Klagookchew #9, Maxan Creek #5, Maxan Lake #3, #4, Palling #1, Tatla West #11, Tsichgass #10, Population: 206) - auch Mitglied des Carrier Sekani Tribal Council.